# Sombrerete
Sombrereteⓘ – miasto w Meksyku, w stanie Zacatecas.